# Marlinton
Marlinton – miasto w Stanach Zjednoczonych, w stanie Wirginia Zachodnia, siedziba administracyjna hrabstwa Pocahontas.